# Greiffrösche
Die Greiffrösche (Phyllomedusinae), auch Makifrösche (i. w. S.) genannt, sind eine Unterfamilie der Laubfrösche. Sie kommen in Mittel- und Südamerika zwischen Mexiko im Norden und Argentinien im Süden vor und sind stark an eine kletternde Lebensweise in Vegetation, speziell in Baumkronen, angepasst. So können sie den ersten Finger und die erste (innere) Zehe den jeweils anderen Gliedmaßen gegenüberstellen und Hände und Füße auf diese Weise zum Greifen verwenden.
Es handelt sich oft um besonders langgliedrige, sehr mager wirkende Laubfrösche mit teils auffällig großen Haftscheiben an den Enden der Gliedmaßen und grell-bunter Färbung an den Flanken. Im Gegensatz zu anderen Laubfröschen weisen ihre Augen senkrecht geschlitzte Pupillen auf. Einige Arten legen den Laich auf Pflanzen ab, von wo die schlüpfenden Kaulquappen ins Wasser fallen.

## Systematik
Man unterscheidet in der Familie gegenwärtig acht Gattungen mit 67 Arten. Die artenreichste Gattung bilden die Makifrösche (i. e. S.) (Phyllomedusa) mit 16 Arten.

### Gattungen und beschriebene Arten

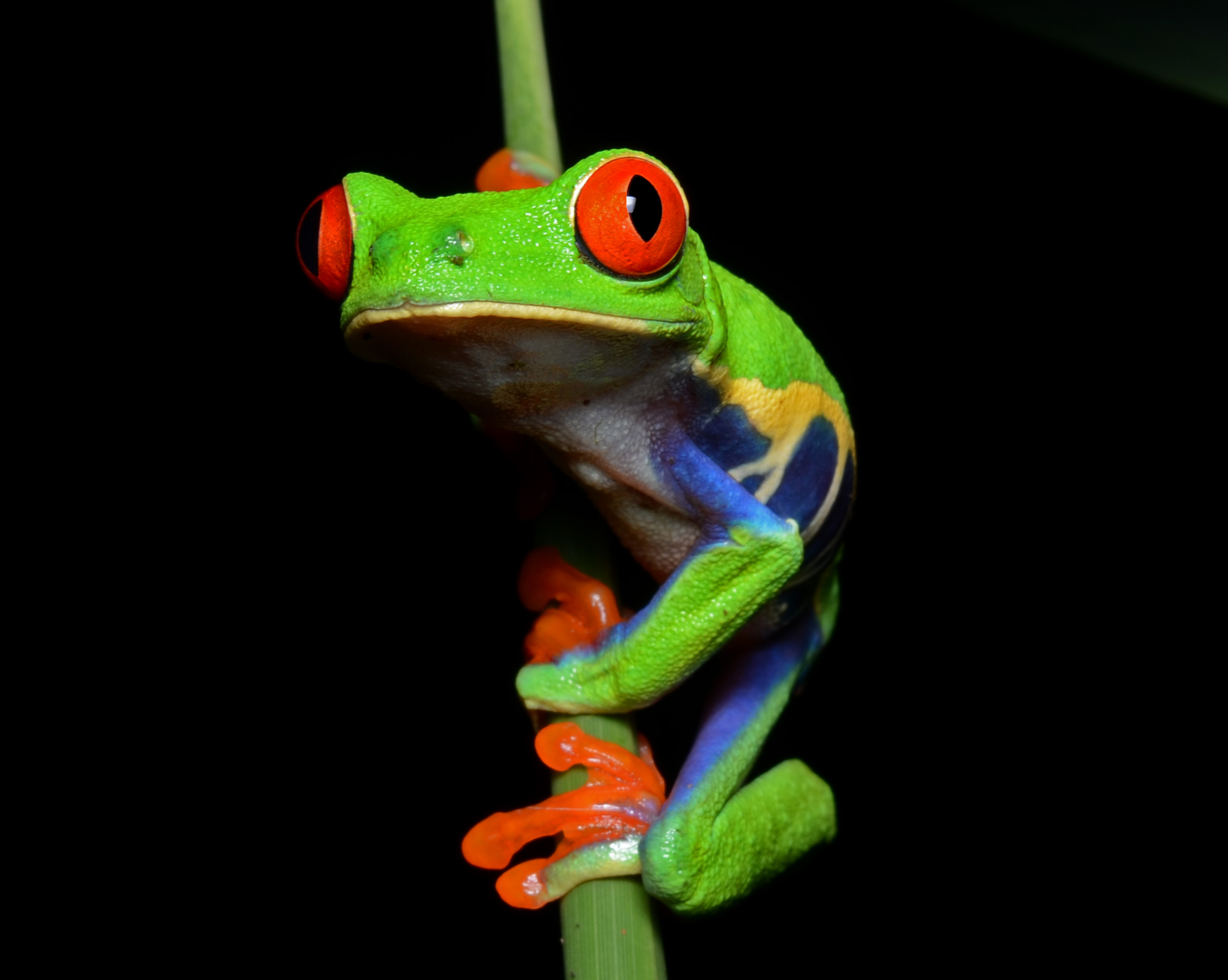
Farbenfroh: ein Rotaugenlaubfrosch in Costa Rica

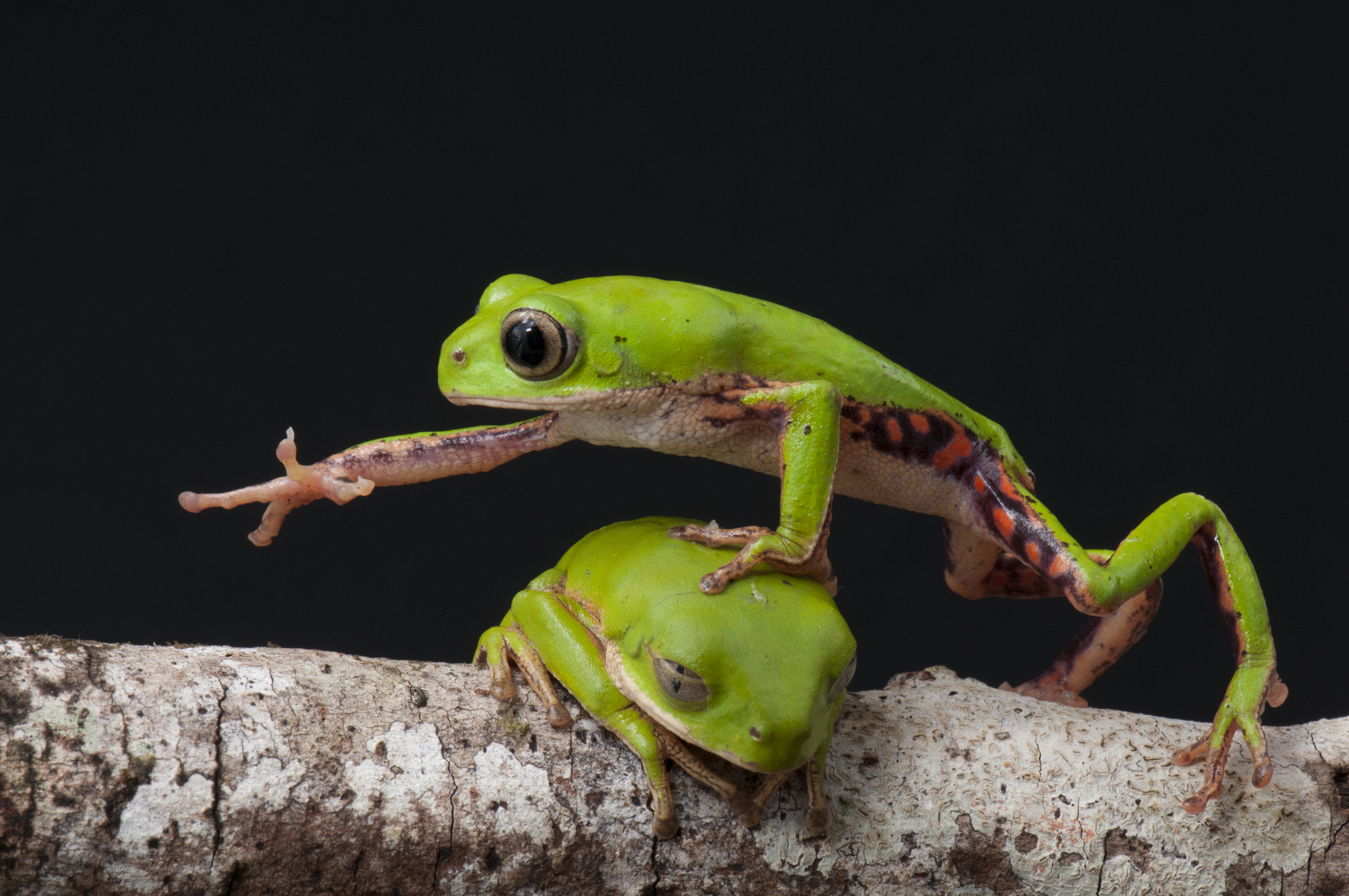
Zwei männliche Makifrösche der Spezies Phyllomedusa rohdei
in Bahia, Brasilien

Bisher wurden 67 unterschiedliche Spezies von Greiffröschen entdeckt, die in acht Gattungen unterteilt werden (Stand: 24. Oktober 2024).
- Gattung Agalychnis Cope, 1864 – Rotaugenlaubfrösche (14 Arten[2])
  - Agalychnis annae (Duellman, 1963)
  - Agalychnis buckleyi (Boulenger, 1882)
  - Agalychnis callidryas (Cope, 1862) – Rotaugenlaubfrosch
  - Agalychnis dacnicolor (Cope, 1864)
  - Agalychnis danieli (Ruiz-Carranza, Hernández-Camacho & Rueda-Almonacid, 1988)
  - Agalychnis hulli (Duellman and Mendelson, 1995)
  - Agalychnis lemur (Boulenger, 1882)
  - Agalychnis medinae (Funkhouser, 1962)
  - Agalychnis moreletii (Duméril, 1853)
  - Agalychnis psilopygion (Cannatella, 1980)
  - Agalychnis saltator Taylor, 1955
  - Agalychnis spurrelli Boulenger, 1913
  - Agalychnis taylori Funkhouser, 1957
  - Agalychnis terranova Rivera-Correa, Duarte-Cubides, Rueda-Almonacid & Daza-R., 2013

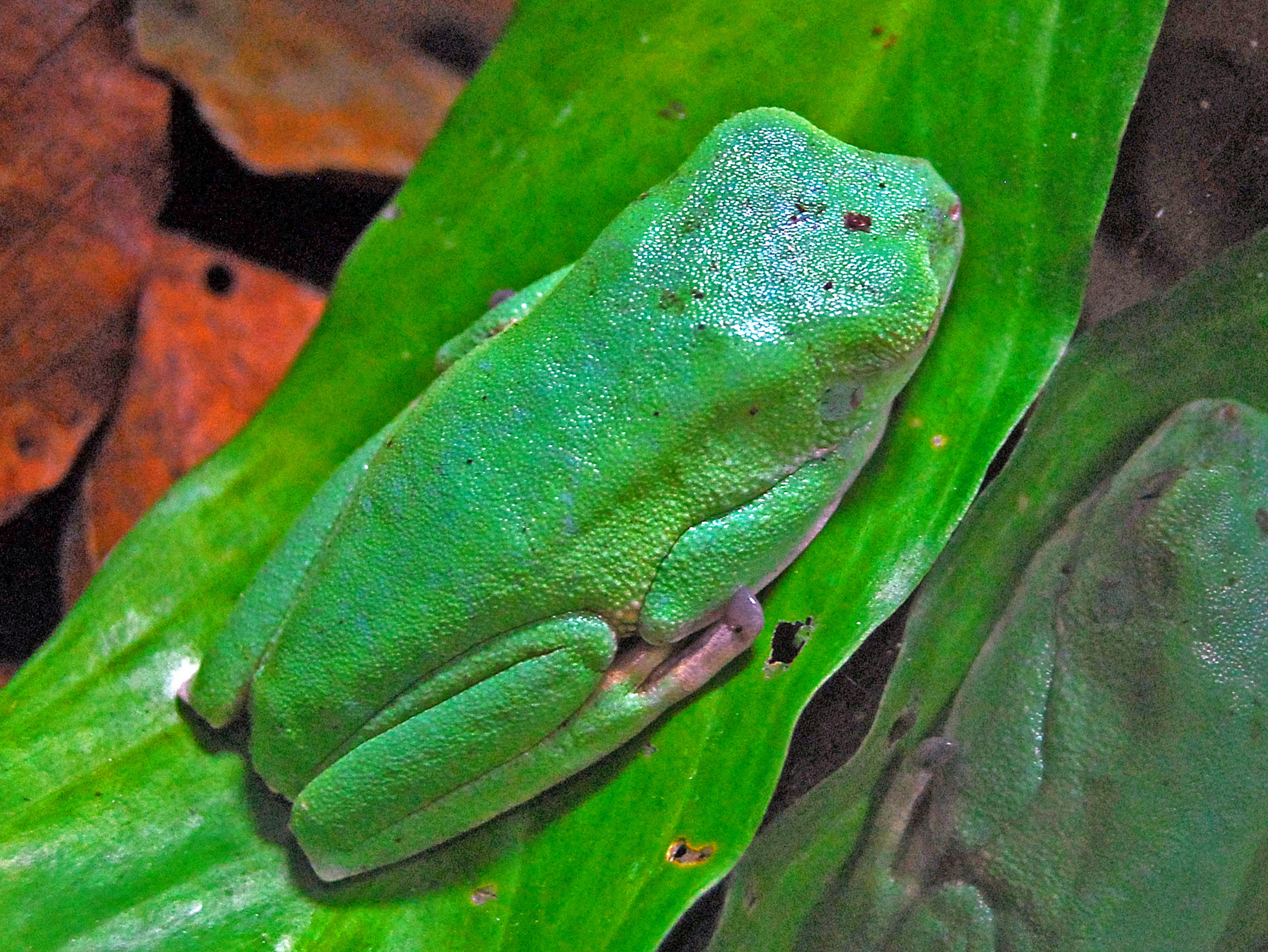
Die Färbung der in Art Callimedusa ecuatoriana ist perfekt auf den Lebensraum der Tiere abgestimmt

- Gattung Callimedusa Duellman, Marion & Hedges, 2016 (aus der Gattung Phyllomedusa ausgegliedert, 6 Arten[3])
  - Callimedusa atelopoides (Duellman, Cadle, and Cannatella, 1988)
  - Callimedusa baltea (Duellman and Toft, 1979)
  - Callimedusa duellmani (Cannatella, 1982)
  - Callimedusa ecuatoriana (Cannatella, 1982)
  - Callimedusa perinesos (Duellman, 1973)
  - Callimedusa tomopterna (Cope, 1868)

- Gattung Cruziohyla Faivovich, Haddad, Garcia, Frost, Campbell & Wheeler, 2005 (3 Arten[4])
  - Cruziohyla calcarifer (Boulenger, 1902)
  - Cruziohyla craspedopus (Funkhouser, 1957)
  - Cruziohyla sylviae Gray, 2018

- Gattung Hylomantis Peters, 1873 „1872“ (2 Arten[5])
  - Hylomantis aspera Peters, 1873
  - Hylomantis granulosa (Cruz, 1989)

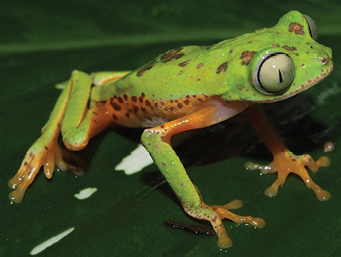
Aufnahme eines Phasmahyla spectabilis im brasilianischen Naturschutzgebiet "Reserva Particular do Patrimônio Natural" (RPPN)

- Gattung Phasmahyla Cruz, 1991 (8 Arten[6])
  - Phasmahyla cochranae (Bokermann, 1966)
  - Phasmahyla cruzi Carvalho-e-Silva, Silva & Carvalho-e-Silva, 2009
  - Phasmahyla exilis (Cruz, 1980)
  - Phasmahyla guttata (Lutz, 1924)
  - Phasmahyla jandaia (Bokermann and Sazima, 1978)
  - Phasmahyla lisbella Pereira, Rocha, Folly, Silva & Santana, 2018
  - Phasmahyla spectabilis Cruz, Feio & Nascimento, 2008
  - Phasmahyla timbo Cruz, Napoli & Fonseca, 2008

- Gattung Phrynomedusa Miranda-Ribeiro, 1923 (6 Arten[7])
  - Phrynomedusa appendiculata (Lutz, 1925)
  - Phrynomedusa bokermanni Cruz, 1991
  - Phrynomedusa dryade Baêta, Giasson, Pombal, and Haddad, 2016
  - Phrynomedusa fimbriata Miranda-Ribeiro, 1923
  - Phrynomedusa marginata (Izecksohn & Cruz, 1976)
  - Phrynomedusa vanzolinii Cruz, 1991

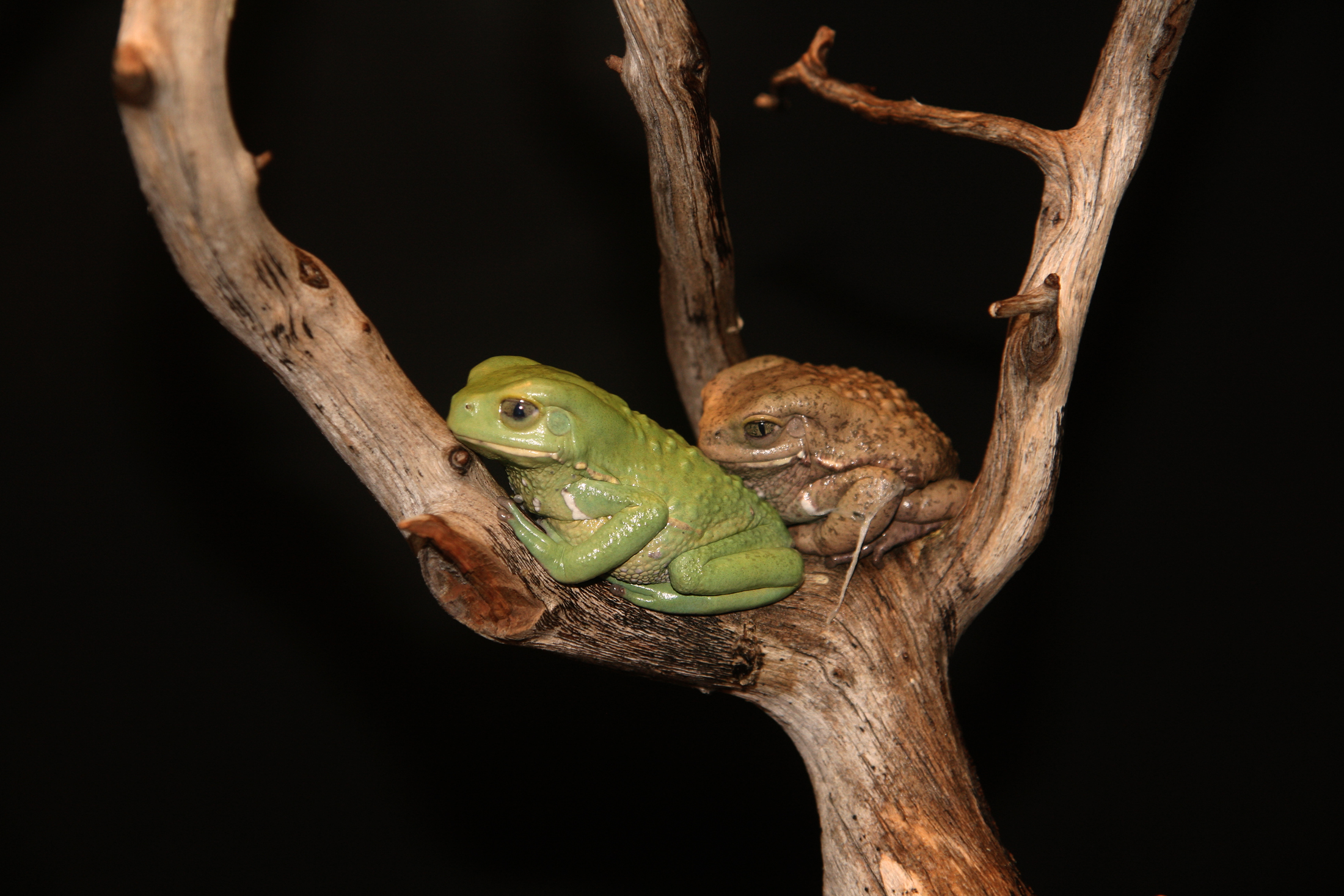
Vertreter der Art Phyllomedusa sauvagii, aus der Gattung der Makifrösche, sind in der Lage auf Bäume zu klettern

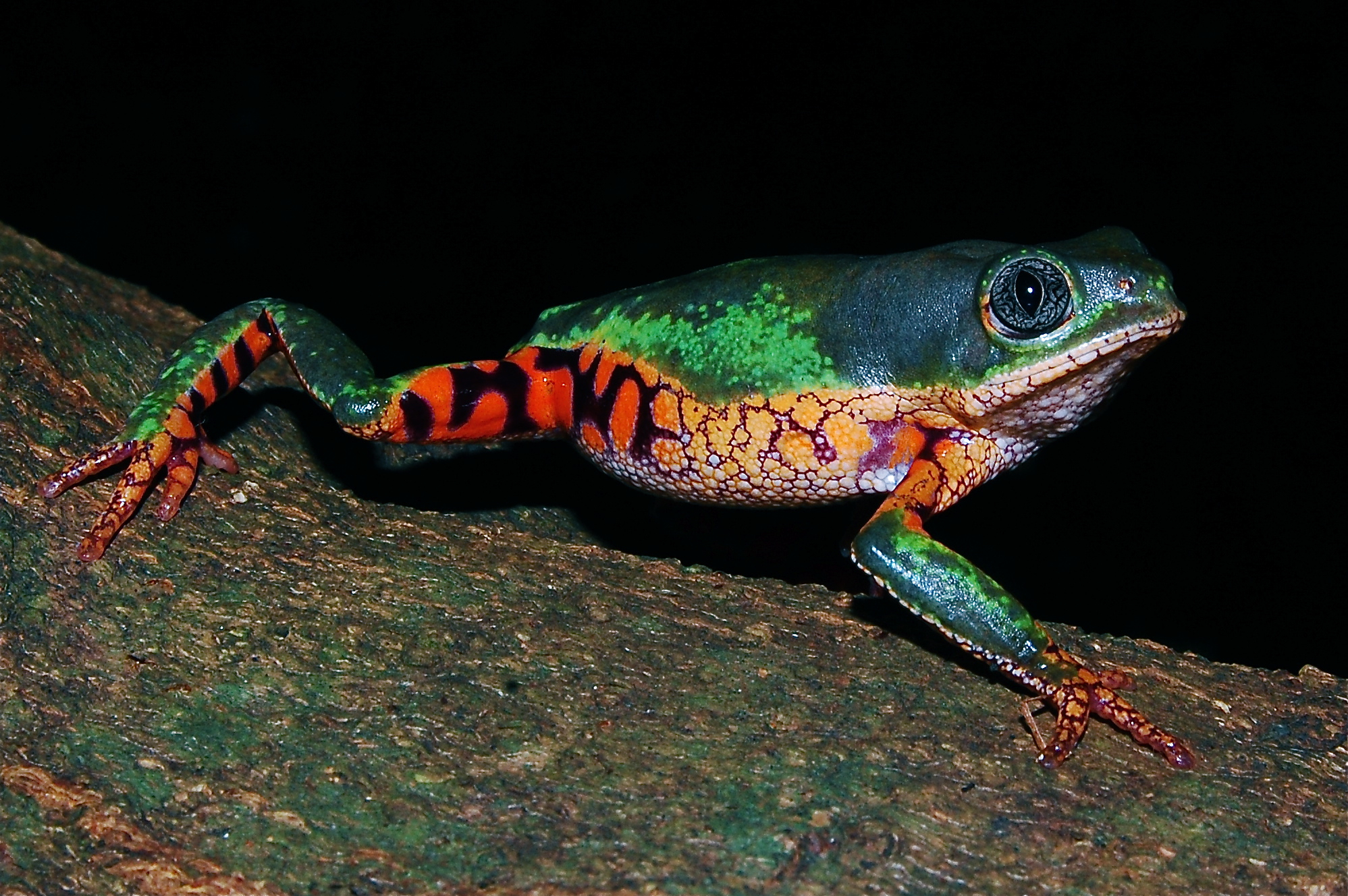
Der farbenfrohe Phyllomedusa oreades ist in Brasilien endemisch

- Gattung Phyllomedusa Wagler, 1830 – Makifrösche (i. e. S.) (16 Arten[8])
  - Phyllomedusa bahiana Lutz, 1925
  - Phyllomedusa bicolor (Boddaert, 1772) – Riesenmakifrosch
  - Phyllomedusa boliviana Boulenger, 1902
  - Phyllomedusa burmeisteri Boulenger, 1882
  - Phyllomedusa camba De la Riva, 1999
  - Phyllomedusa chaparroi Castroviejo-Fisher, Köhler, De la Riva & Padial, 2017
  - Phyllomedusa coelestis (Cope, 1874)
  - Phyllomedusa distincta Lutz, 1950
  - Phyllomedusa iheringii Boulenger, 1885
  - Phyllomedusa neildi Barrio-Amorós, 2006
  - Phyllomedusa sauvagii Boulenger, 1882
  - Phyllomedusa tarsius (Cope, 1868)
  - Phyllomedusa tetraploidea Pombal & Haddad, 1992
  - Phyllomedusa trinitatis Mertens, 1926
  - Phyllomedusa vaillantii Boulenger, 1882
  - Phyllomedusa venusta Duellman & Trueb, 1967

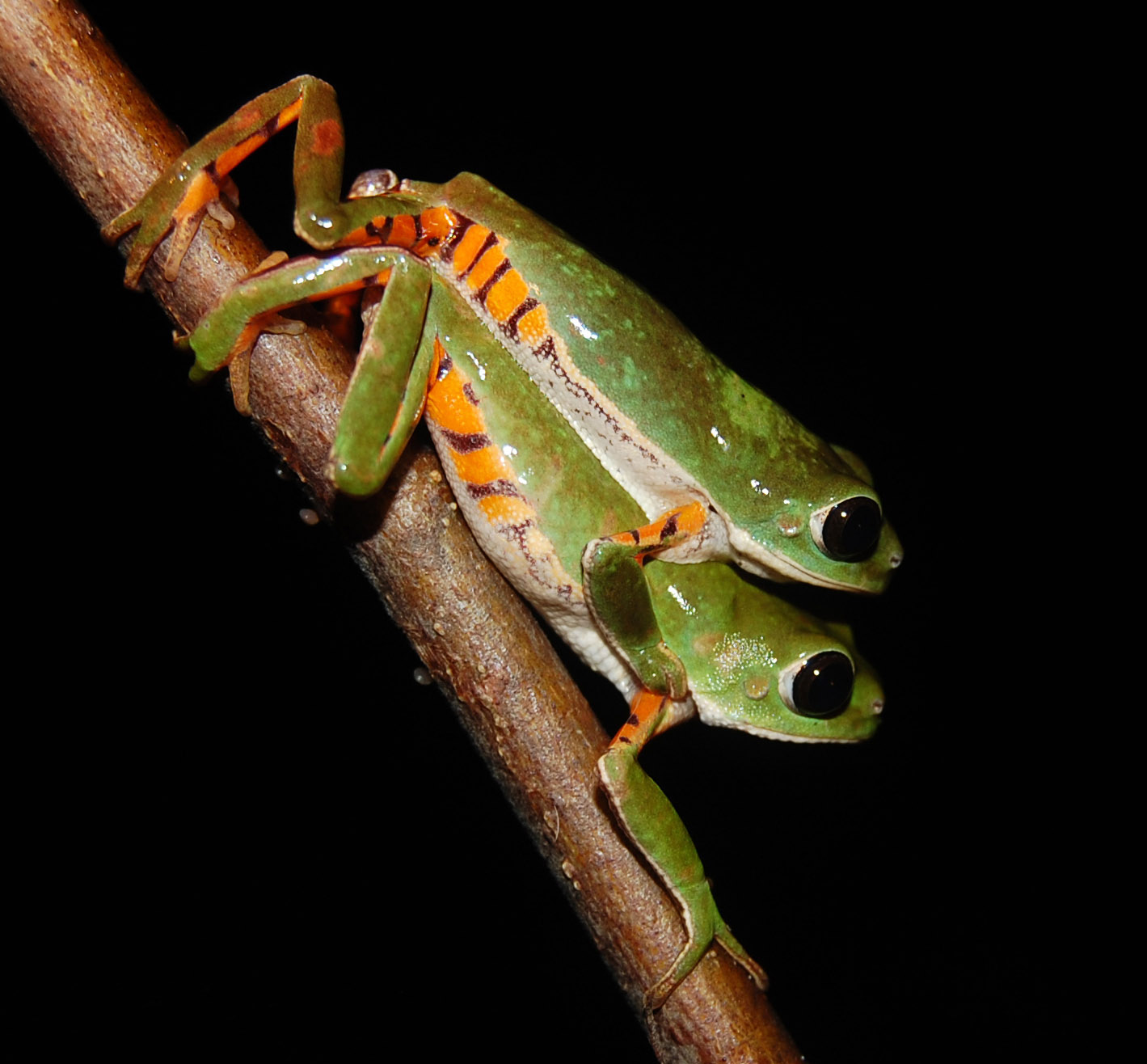
Zwei Frösche der Spezies Phyllomedusa nordestina bei der Paarung

- Gattung Pithecopus Cope, 1866 (12 Arten[9])
  - Pithecopus araguaius Haga, Andrade, Bruschi, Recco-Pimentel, and Giaretta, 2017
  - Pithecopus ayeaye Lutz, 1966
  - Pithecopus azureus (Cope, 1862)
  - Pithecopus centralis (Bokermann, 1965)
  - Pithecopus gonzagai Andrade, Haga, Ferreira, Recco-Pimentel, Toledo, and Bruschi, 2020
  - Pithecopus hypochondrialis (Daudin, 1800)
  - Pithecopus megacephalus (Miranda-Ribeiro, 1926)
  - Pithecopus nordestinus (Caramaschi, 2006)
  - Pithecopus oreades (Brandão, 2002)
  - Pithecopus palliatus (Peters, 1873)
  - Pithecopus rohdei (Mertens, 1926)
  - Pithecopus rusticus (Bruschi, Lucas, Garcia, and Recco-Pimentel, 2014)